# المشي على الحبال

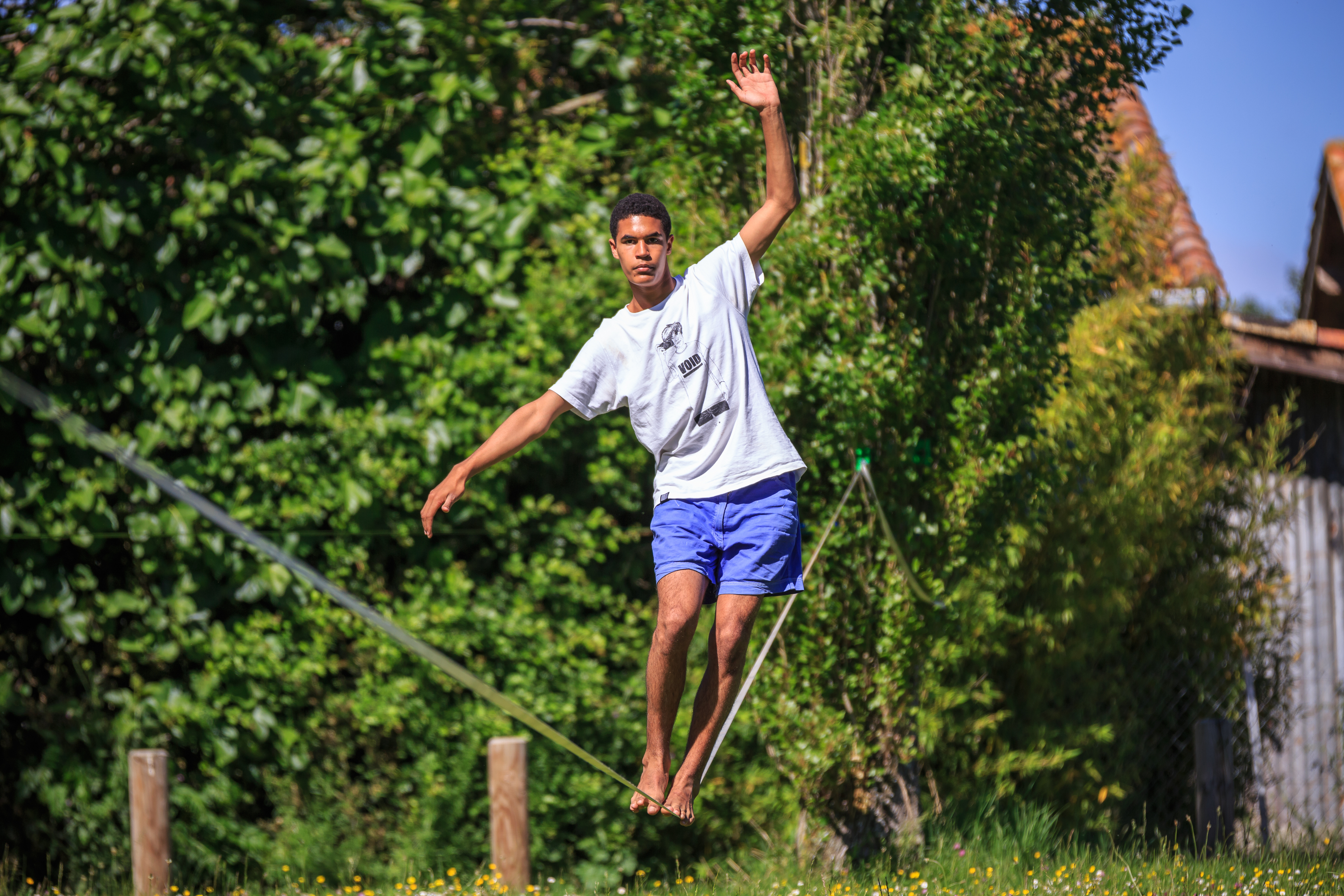
رياضة المشي على الحبال

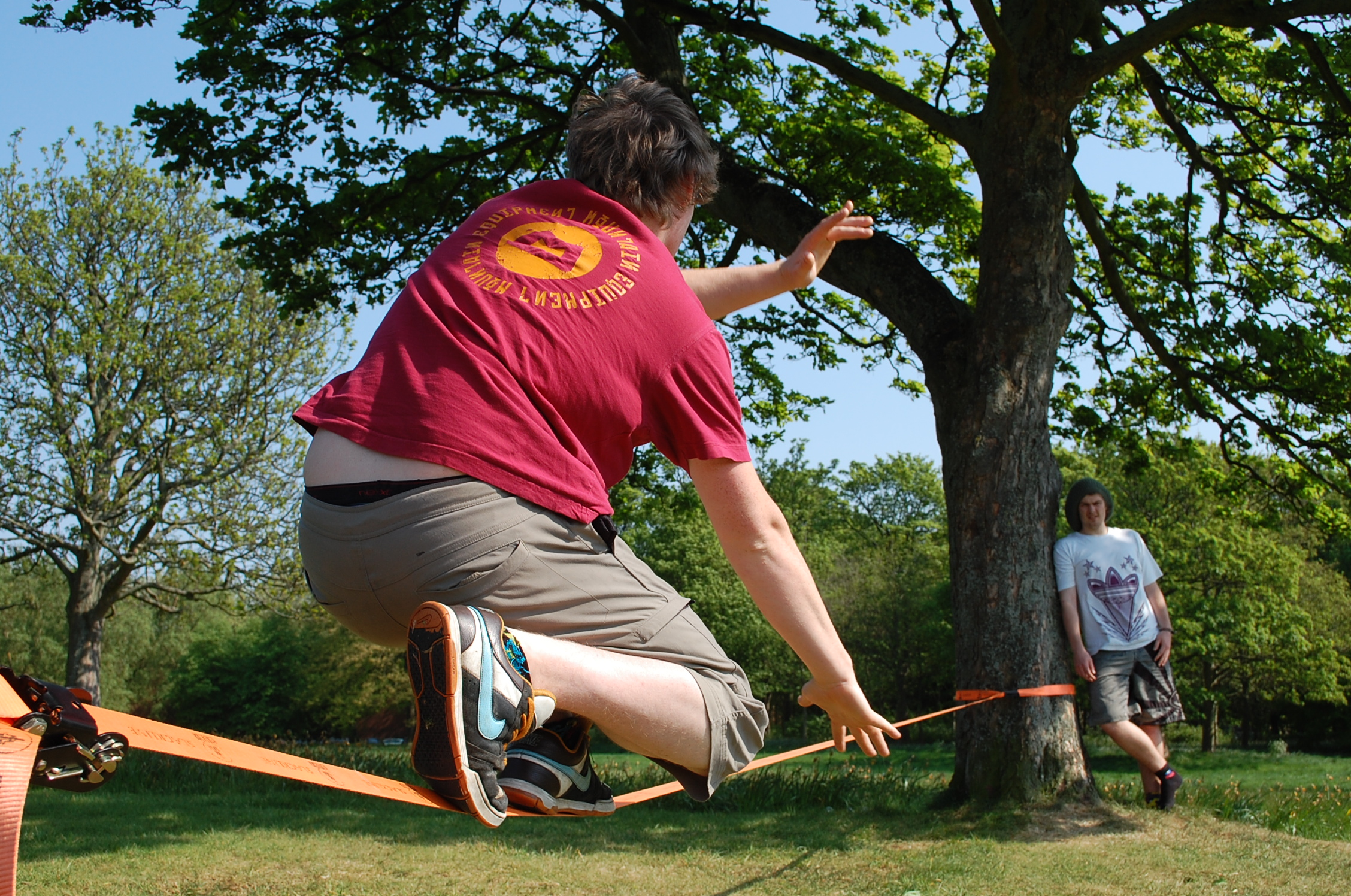
الحبل بين شجرتين

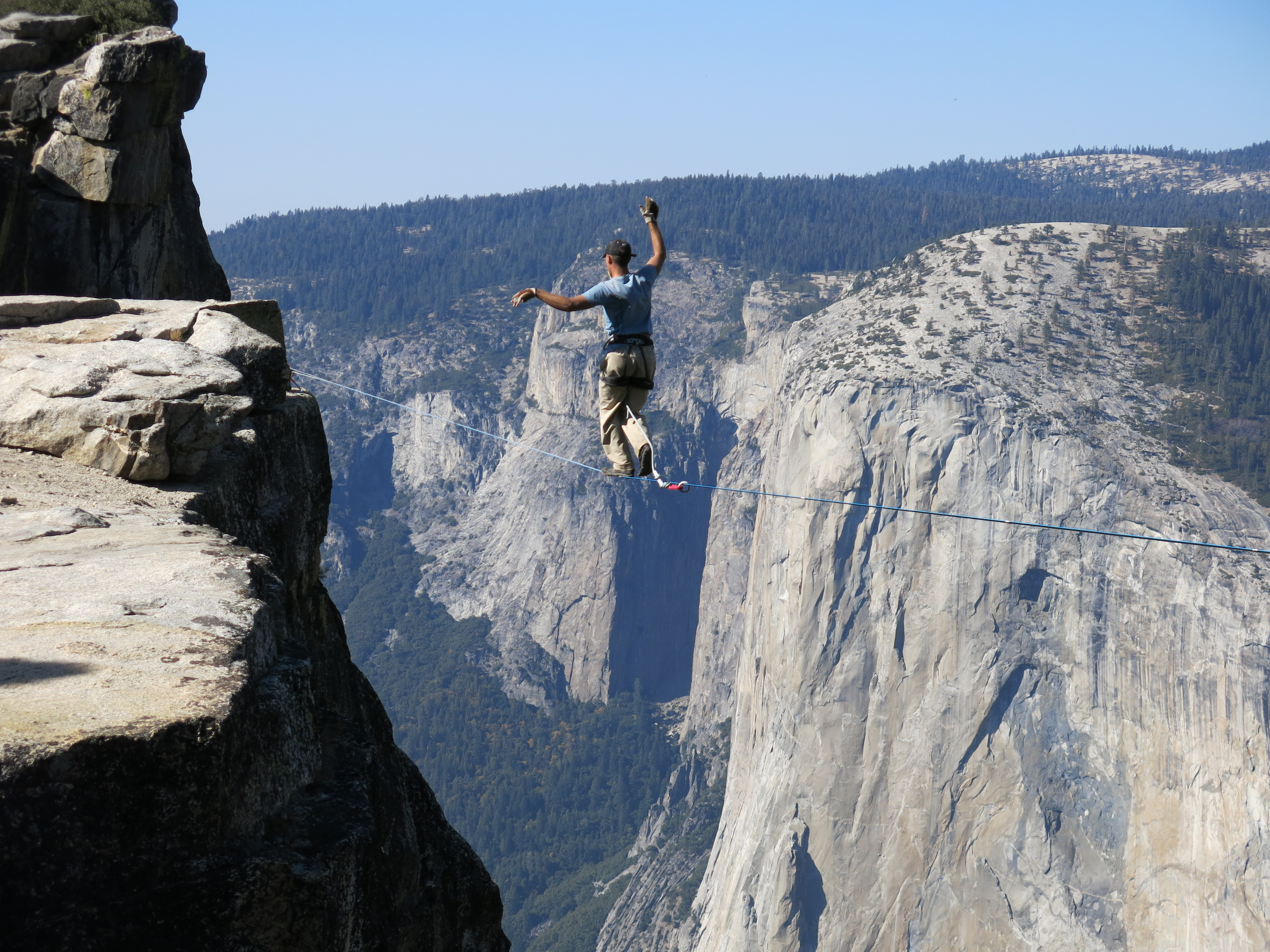
في الطبيعة الغير حضرية

المشي على الحبال (بالفرنسية: slackline)‏ (نقحرة: سلاك لاين) أو رياضة الحبل المشدود: هو ممارسة رياضية حديثة تشبه المشي البهلواني. وهو فعل المشي أو الموازنة على طول طول شريط مسطح معلق يشدّ بين اثنين من المراسي. الحزام المستخدم، المسمى "سلاك"، يمتد بين اثنين من المراسي: بين (مثل الأشجار، والأعمدة، وتسلق المراسي ...) باستخدام نظام التوتر تسهيل تنفيذه. هذا التسهيل يسمح بالتدرب في بيئة طبيعية أو حضرية، أو حتى في الداخل. لعب هذا التنوع دورا هاما في صعود رياضة الحبل المشدود. الطبيعة المرنة والديناميكية لخط الأوتار تدفع للتقدم مع محاولة التوازن، ولكن أيضًا لتحقيق أرقام لا حصر لها باستخدام الارتداد أحيانًا. ترتبط هذه الرياضة بممارسة التسلق، أو الرياضات المنزلقة، أو سيرك التسلية، أو بعض الألعاب الرياضية مثل الترامبولين. ويمكن أيضاً أن تستخدم كوسيلة للتركيز.

## التاريخ
اختُرع الحبل المشدود في كاليفورنيا، في أوائل الثمانينيات، وفي معسكر للمتسلقين، حيث وضعت سلسلة ناعمة بين كتلتين، وكان ممارسو التسلق يعملون على توازنهم. ومنذ ذلك الحين، أصبح كل شيء صالحًا للعمل على التوازن: السلسلة، والكابل، والحبل، وعموماً المعدات الموجودة بالفعل. الشريط أكثر راحة للقدم العارية.
في عام 1983م مارس جان بول يانسن رياضة الحبل المشدود وهو يمشي على حبل ممتد بين شجرتين أثناء تدريبه البدني. يوضح هذا المظهر الوجيز أنه لا يمكن تحديد ولادة هذا النوع من الرياضة بدقة أو نسبته إلى شخص واحد.
ويبدو أن هذه الممارسة لم تنتشر إلا على نطاق واسع إلا خلال الثمانينات والتسعينات من القرن العشرين، خاصة في البلدان الأنجلو سكسونية (يوسمايت، المملكة المتحدة) وذلك بفضل التقدم التقني وتطوير المصنعين والموزعين وسائل متخصصة. وقد لعبتتطور الإنترنت أيضا في تعميم هذه الرياضة مع إمكانية شراء المعدات على الإنترنت، ونشر أشرطة الفيديو أجج الفضول وتبادل المشورة في المنتديات أو على الشبكات الاجتماعية.
في بداية عام 2010م، أصبحت هذه الرياضة معروفة لدى عامة الناس، مع مبيعات في المتاجر غير المتخصصة، وانتشار مجموعات الممارسين في جميع أنحاء العالم. ويبدو أن ممارستها تطورت بشكل خاص في فرنسا وألمانيا وسويسرا، وكذلك في الولايات المتحدة.
وقد حظيت هذه الرياضة بالاهتمام خلال دورة الألعاب الأولمبية في ريو عام 2016م.